# Patrik Ouředník

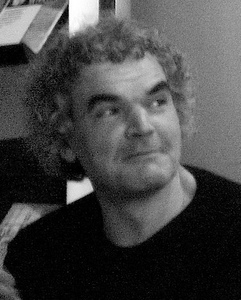
Patrik Ouředník

Patrik Ouředník (Praga, 23 aprile 1957) è uno scrittore, poeta, saggista e drammaturgo ceco e francese.

## Biografia
Patrik Ouředník trascorre la giovinezza nella Cecoslovacchia degli anni ‘70, nel pieno della normalizzazione che aveva messo fine alle speranze della Primavera di Praga. Firmatario della Petizione per la liberazione dei prigionieri politici ed editore di samizdat, è escluso dall'Università per “non-conformità ideologica”. Nel 1984 si esilia in Francia, dove vive da allora.
Tutta l'opera di Patrik Ouředník – dizionari “non convenzionali”, saggi, romanzi, poesie, parodie – è segnata dall'interesse per le idee, i pregiudizi e gli stereotipi, esaminati attraverso la lingua, espressione, a suo avviso, de “la verità di un'epoca”: «Quanto a me, cerco di applicare un principio un po' diverso, a partire dal presupposto che è possibile prendere come sinonimo della “verità di un'epoca” la lingua di quell'epoca, in altre parole, prendere un certo numero di tic linguistici, stereotipi e luoghi comuni e fare in modo che agiscono e si confrontino allo stesso modo dei personaggi di un racconto tradizionale».

## Principali opere in prosa

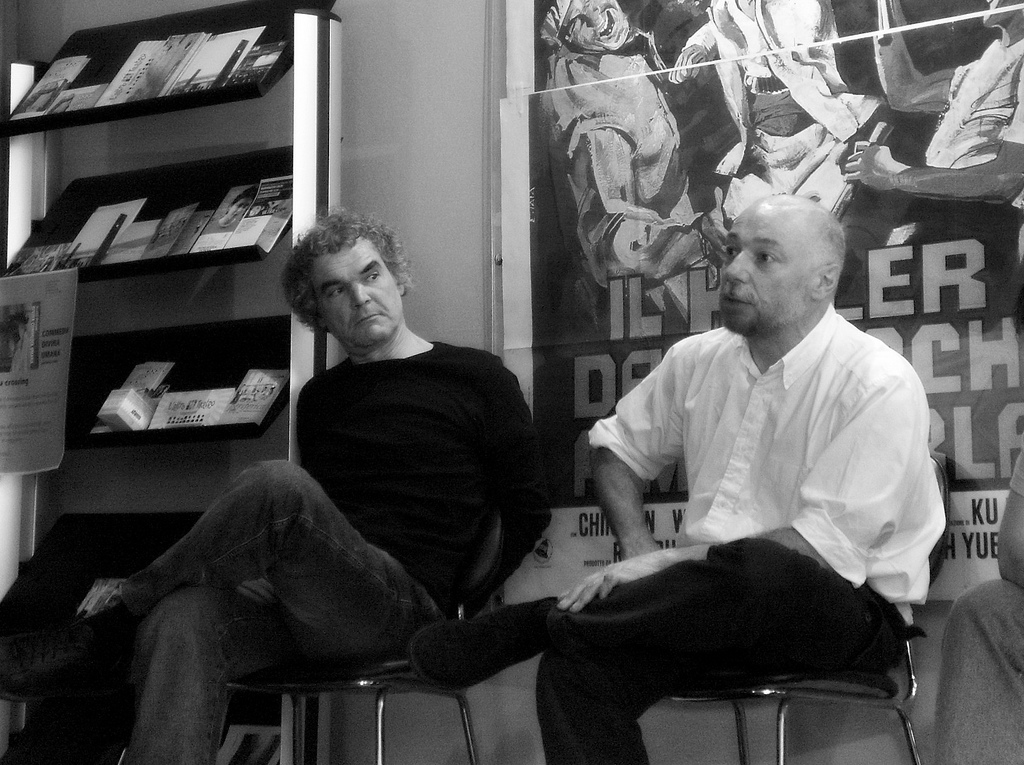
Patrik Ouředník con lo scrittore italiano Paolo Nori (2008)

Anno ventiquattro (1995) riprende i “giochi di memoria” di Joe Brainard e Georges Perec. La base di queste “discese” nella memoria dell'autore consiste di ricordi frammentari, introdotto dalla formula “mi ricordo”. Da questi sprazzi di memoria, relativi agli anni 1965 - 1989, l'autore fa riemerge delle istantanee o della propria vita o di ciò che si conviene di chiamare i “grandi” avvenimenti della società. Lascia intravedere cliché specifici di una situazione particolare, dettagli imperituri, frammenti di discorso, truismi, tic attraverso il prisma del soggetto e del “vissuto” dell'autore. Lo sguardo di Ourednik rimane individualizzato, caratterizzato, senza tuttavia emettere giudizio alcuno sugli eventi. L'epoca si smaschera da sé, attraverso la sua lingua, che si ritrova improvvisamente sotto il microscopio dell'autore, sottratta al suo contesto di comunicazione collocato nel tempo.
Europeana (2001) propone, come dice il suo sottotitolo, una “breve storia del ventesimo secolo”, raccontata non da un punto di vista oggettivo, ma come “dal basso”. Il racconto non segue la linearità cronologica, non costruisce una gerarchia tra gli eventi dell'epoca, non cerca legami di causa-effetto, e infine personifica la storia. Sulla scorta di Bouvard e Pécuchet, al cuore di Europeana si trova la “lingua del XX secolo”: discorsi diffusi e indifferenziati, concentrati e sistematizzati, che richiamano, indistintamente, in un inventario assurdo che va dalla Prima Guerra Mondiale al Millennium bug, la morte di Dio e la televisione, Buchenwald e positivismo, l'emancipazione delle donne e l'invenzione della scala mobile.
Istante propizio, 1855 (2006). Si ritrova lo stesso progetto di scrittura – la resa della “verità di un'epoca” con l'adozione della sua “lingua” specifico, la sola che possa renderla udibile – Istante propizio, 1855, liberamente ispirato a un'esperienza anarchica tentata in Brasile nel 1890, racconto polimorfo di un'utopia libertaria che si perde in chiacchiere. Come già Europeana, Istante propizio ripercorre le manifestazioni della stupidità umana ponendosi al loro interno: scorciatoie di pensiero e formule preconfezionate, espressioni ideologiche di un tempo, truismi universali.
In Caso irrisolto (2006), definito dal suo postfatore come “falso giallo ma vero thriller metafisico”, Ourednik ritorna a Praga, la capitale di un “nuovo paese senza nome”. Aprendosi come un testo di Queneau, il romanzo si rivela a poco a poco una trappola per il lettore: frustrando le aspettative del “romanzo”, Caso irrisolto elude il conformismo romanzesco. Sempre secondo il postfatore, «Ourednik è stato in grado di portare a compimento […] il progetto flaubertiano di scrivere un libro su nulla». Ourednik stesso aveva indicato una pista in un'intervista concessa nel 2007 alla rivista «Labyrint»: «Come scrivere su nulla? Cos'è nulla? Un vuoto riempito della lingua in senso sia proprio che figurato. L'illusione di un'esistenza degna di essere espressa, l'illusione di una storia degna di essere raccontata, l'illusione di una coerenza degna di essere dimostrata. La vita umana nelle sue tre forme: io esisto (esistenza), vado da un punto a un altro (storia), un senso emerge (coerenza). Questo libro ci potrebbe anche intitolarsi Se solo»
La fine del mondo sembra non sia arrivata (2017) è il secondo libro di Ourednik scritto in francese. Il romanzo è ambientato in un futuro prossimo, “dopo la fine del mondo”. Il protagonista, Gaspard Boisvert, traduttore di letteratura americana, in seguito a un malinteso diventa consigliere del “presidente americano più stupido della storia del Paese” (innominato). La vicenda di Gaspard, di origine giudeo-ucraina per parte di madre, ma forse anche nipote di Adolf Hitler per parte di padre, permette a Ourednik di sviluppare delle riflessioni sul mondo contemporaneo e di “chiudere i conti con un certo modo di raccontare la storia e di raccontare il presente” (come scrive Jean Montenot nella postfazione), “sovvertendo i codici della scrittura, moltiplicando i giochi di prospettiva, le sciarade, i cliché, le frasi fatte, mescolando ora verità con mezze verità se non con assurdità patenti, ora forzando i limiti, sempre al servizio di un'ironia deliziosa e devastante”. Alla fine del romanzo, Gaspard è colpito da amnesia e questa perdita di memoria si estende senz'altro, per analogia, al mondo occidentale nel suo complesso. 

## Opere

### Romanzi
- Rok čtyřiadvacet, Praga, 1995 (Anno ventiquattro, eSamizdat, Padova, 2009)
- O princi Čekankovi, jak putoval za princeznou, Praga, 1995 (Le avventure straordinarie del principe Cicoria)
- Pojednání o případném pití vína, Praga, 1995 (Trattato sul buon uso del vino, Duepunti, Palermo, 2009)
- Europeana. Stručné dějiny dvacáteho věku, Praga, 2001 (Europeana. Breve storia del XX secolo, Duepunti, Palermo, 2005; Patrik Ourednik - Quodlibet, Quodlibet, Roma, 2017)
- Příhodná chvíle, 1855, Praga, 2006 (Istante propizio, 1855, Duepunti, Palermo, 2007; Istante propizio, 1855 - Exorma Exorma Edizioni, Roma 2018.)
- Ad acta, Praga, 2006 (Caso irrisolto, Keller, Milano, 2016)
- Histoire de France. À notre chère disparue, Parigi, 2014 (Storia di Francia. Alla nostra cara estinta)
- La fin du monde n'aurait pas eu lieu, Parigi, 2017 (La fine del mondo sembra non sia arrivata, Quodlibet, Roma, 2018)

### Poesia
- Anebo, Praga, 1992 (Oppure)
- Neřkuli, Praga, 1996 (Tanto più)
- Dům bosého, Praga, 2004 (La casa dello scalzato)
- Básně zčásti v próze, Brno, 2003 (Poesie parzialmente in prosa, eSamizdat, Padova, 2005)

### Drammi
- Dnes a pozítří. Rozhovory pěti přeživších, Praga, 2011 (Oggi e dopodomani. Discorsi di cinque sopravvissuti, Duepunti, Palermo, 2011)

### Saggi
- Hledání ztraceného jazyka, Praha, 1997 (Alla ricerca della lingua perduta)
- Utopus to byl, kdo učinil mě ostrovem, Praga, 2010 (Utopus in persona mi fece isola)
- Svobodný prostor jazyka, Praga, 2013 (Sul libero esercizio del linguaggio)
- Antialkorán. Nejasný svět T.H., Praga 2018 (Antialcorano. Lo strano mondo di T.H.)

### Lessicografia
- Šmírbuch jazyka českého. Slovník nekonvenční češtiny, Parigi, 1988 (Librosceno della lingua ceca: Un dizionario del ceco non convenzionale)
- Aniž jest co nového pod sluncem. Slova, rčení a úsloví biblického původu, Praga, 1994 (Niente di nuovo sotto il sole: Parole, frasi e modi di dire di origine biblica)
- Klíč je ve výčepu, Praga, 2000 (Chiedere la chiave al bar)

### Altri
- Des 112 façons desquelles on peut faire rouler un tonneau à huile, Limomges, 1999 (Le 112 maniere in cui si può far rotolare una botte d'olio, + Le 112 maniere in cui si può far rotolare una botte d'olio), con Jiří Pelán
- Des 55 espèces de brodequins dont on peut s'entourer les pieds en hiver, Limoges, 2001 (I 55 tipi di calzature con le quali si possono avvolgere i piedi d'inverno), con Jiří Pelán